# فهرست سوانح و حوادث بوئینگ ۷۰۷
در زیر فهرست سوانح و حوادث بوئینگ ۷۰۷ (انگلیسی: List of accidents and incidents involving the Boeing 707) در برخی از کشورها آورده شده‌است

## ایران

### ۲۰۱۹
صبح ۲۴ دی ۱۳۹۷، یک فروند بوئینگ ۷۰۷ باری متعلق به نیروی هوایی ارتش در فرودگاه فتح کرج دچار سانحه شد و پس از برخورد با دیوارهٔ انتهای باند، وارد شهرک ویلایی پشت فرودگاه شد. این هواپیما حامل محموله گوشت از مبدأ بیشکک، پایتخت قرقیزستان، بود و قرار بود در فرودگاه پیام کرج فرود بیاید. در این سانحه ۱۵ تن از ۱۶ سرنشین هواپیما جان باختند. تنها بازمانده، یکی از مهندسان پرواز هواپیما بود. گفته می‌شود کشته‌شدگان ۱۵ مرد و ۱ زن هستند.

### ۲۰۰۵
پرواز شماره ۱۷۱ هواپیمایی ساها در ۳۱ فروردین ۱۳۸۴ از فرودگاه بین‌المللی کیش به مقصد فرودگاه بین‌المللی مهرآباد در تهران پرواز کرد اما در هنگام فرود دچار حادثه شد و در رودخانه کن سقوط کرد. در این حادثه، زهرا عاطفه‌یکتا (۳۰ ساله) و احمد عاطفه‌یکتا (۷۱ ساله) بر اثر سقوط در رودخانه کن و خفگی و وحشت جان باختند. همچنین یک کودک ۴ ساله به نام آرین در رودخانه افتاد و مفقود شد.